# Christiana, Quận Vernon, Wisconsin
Christiana là một thị trấn thuộc quận Vernon, tiểu bang Wisconsin, Hoa Kỳ. Năm 2010, dân số của thị trấn này là 922 người.